# Jagdstaffel 69
Jagdstaffel 69 – Königlich Preußische Jagdstaffel Nr. 69 – Jasta 69 jednostka lotnictwa niemieckiego Luftstreitkräfte z okresu I wojny światowej.

## Informacje ogólne
Jednostka została utworzona 1 lutego 1918 roku we Fliegerersatz Abteilung Nr. 4 w Poznaniu. Pierwszym dowódcą eskadry został ppor. Wilhelm Schwartz z Jagdstaffel 20. Zdolność operacyjną jednostka uzyskała 10 lutego. 21 lutego została przeniesiona do obszaru 18 Armii i stacjonowała na polowym lotnisku w Guise w departamencie Aisne. Wkrótce została przeniesiona do Origly-St. Benoite, gdzie odniosła pierwsze zwycięstwo. 7 kwietnia 1918 roku została przeniesiona do Ercheu w departamencie Somme. 7 lipca jednostka została przeniesiona pod rozkazy dowództwa 1 Armii i stacjonowała w Allincourt-Juniville. Półtora miesiąca później eskadra ponownie została dyslokowana tym razem do Habsheim w departamencie Haut-Rhin w Alzacji pod rozkazy Armee-Abteilung „B”.
Eskadra walczyła między innymi na samolotach Fokker D.VII.
Jasta 69 w całym okresie wojny odniosła ponad 15 zwycięstw nad samolotami nieprzyjaciela w tym 2 nad balonami. W okresie od lutego 1918 do listopada 1918 roku jej straty wynosiły 1 zabity w walce, 3 w wypadkach, 3 pilotów w niewoli oraz 1 ranny.
Łącznie przez jej personel przeszło 2 asów myśliwskich:
Wilhelm Schwartz (1), Robert Hildebrandt.

## Dowódcy Eskadry
| Stopień   | Nazwisko           | Okres                   |
| --------- | ------------------ | ----------------------- |
| Porucznik | Wilhelm Schwartz   | 01.02.1918 – 01.05.1918 |
| Porucznik | Alex Thomas        | 01.05.1918 – 15.07.1918 |
| Porucznik | Robert Hildebrandt | 14.07.1918 – 24.08.1918 |
|           | ?                  | 24.08.1918 – 06.09.1918 |
| Porucznik | Alex Thomas        | 06.09.1918 – 11.11.1918 |